# يوسف وزينب (فلم)
يوسف وزينب فيلم دراما للمخرج محمد خان عام 1984. أشترك محمد خان في كتابة القصة والسيناريو مع الكاتب بشير الديك. تم تصوير الفيلم جزئياً في جزر المالديف. الفيلم من بطولة فاروق الفيشاوي وليلى علوي ومجموعة الممثلين من المالديف وتدور الأحداث حول المدرس الشاب يوسف الذي يفشل في قصة حبه مما يدفعه إلى السفر إلى المالديف للعمل هناك حيث يقع في حب فتاة محلية.
صدر الفيلم إلى دور العرض المصرية في يناير 1984.
منح موقع قاعدة بيانات الأفلام على الإنترنت (IMDB) الفيلم درجة 5.2/ 10.
منح موقع قاعدة بيانات الأفلام العربية «السينما.كوم» الفيلم درجة 4.9/ 10.

## طاقم التمثيل
فاروق الفيشاوي: في دور يوسف (مدرس)
ليلى علوي: في دور أميرة (حبيبة يوسف الأولى)
مريم رشيدة: في دور زينب (حبيبة يوسف الثانية)
محمد عاصف: في دور آدم جميل
محمد نزار: في دور وحيد
توفيق الدقن: في دور أبو يوسف
إنعام سالوسة: في دور هدى
عثمان عبد المنعم: في دور نبيل (زوج هدى)
طارق مندور: في دور عاطف
عيشة رشيدة: في دور نرجس
بالاشتراك مع: عنايات صالح - لميس حلمي - رانيا محسن - محمد عبد العزيز - حياة الشيمي - مجدي أحمد علي - أميرة عبد الرحمن.
بالاشتراك مع الممثلين من جزر المالديف: أماني أشرين - أميناث - ميرتا رويغ - عبد الرحيم - هجراء عبد الكريم - موسى مانيكو - حسين فلحو - أسامة روحي.

## ملخص أحداث الفيلم
تدور أحداث الفيلم حول المدرس المصري يوسف (فاروق الفيشاوي) الذي يمر بأزمة اقتصادية وعاطفية، حين تتركه حبيبته المُعلِمة الحسناء أميرة (ليلى علوي) لتتزوج من ثري وتهاجر معه إلى أميركا. يعيش يوسف في بيت والده سائق «المترو» (توفيق الدقن) والبيت مزدحم بشقيقاته والأبناء الصغار. يسافر يوسف إلى إحدى الجزر النائية،  التي تقع أسفل شبه القارة الهندية في قلب المحيط الهندى، تحمل اسم «دارافاندو» التي لا يزيد عدد سكانها عن 300 نسمة، لحضور حفل زفاف صديقه «وحيد» (محمد نزار) أمين المكتبة الذي يجيد العربية ويجمعهما سكن واحد، ويقرر يوسف الاستمرار في معيشته هناك ويقبل الإعارة للعمل كمدرس للغة العربية والدين الإسلامي في عاصمة جزر المالديف، معتقداً أنها ستحقق له حلمه في الثراء وادخار ما يكفيه لبداية حياة جديدة في بلده. يقع يوسف في حب فتاة هندية مسلمة تُدعى هند (مريم رشيدة) تعيش في مجتمع بدائي تحكمه عادات وتقاليد صارمة قاسية، ويتصدى الجميع لهذا الحب المستحيل بين زينب الفتاة المخطوبة منذ طفولتها لإبن عمها الصياد آدم جميل (محمد عاصف) شقيق «وحيد»، ورجل أجنبي غريب عن أهل الجزيرة، رغم كونه مسلماً مثلهم، ومع ذلك عندما تجد الفتاة الحب، تتمسك به حتى النهاية. ينقل يوسف عمله من عاصمة الجزر إلى تلك الجزيرة النائية ويصبح مدرساً لزينب التي تمنعها أسرتها عن الذهاب إلى المدرسة.
يقف المُدرِس يعلم طلابه على أنغام أغنية الموسيقار محمد فوزي «ذهب الليل»، وحين يصل إلى عبارة: «شاف القطة قال لها بِسبِس قالت له نو نو»، يجد الفتاة زينب قد عادت لتلحق بالفصل، فتزداد نشوته مع ترديد الطلاب كلمات الأغنية من خلفه. تحاول ارملة من أهل الجزيرة الإيقاع بيوسف في حبها مما يتسبب له في فضيحة في الجزيرة الصغيرة التي تنتشر فيها الأخبار والإشاعات بسرعة، ويحاول الصياد آدم جميل قتل يوسف بتركه على جزيرة مهجورة، لكنه يعود إليه سريعاً بعد صحوة ضمير.  

## إنتاج الفيلم
دخل فاروق الفيشاوي تجربة الإنتاج السينمائي في منتصف الثمانينيات من القرن الماضي، والتقى المخرج محمد خان في «مشوار عمر»، و«استغاثة من العالم الآخر»، وأيضا فيلم «يوسف وزينب» في جُزر المالديف، وكتبت الصحيفة الكويتية «الجريدة»: "تلاقت أفكار المخرج والممثل، ولم يجد فاروق الفيشاوي مانعاً من ارتياد مشوار آخر مع محمد خان، لتصوير فيلم «يوسف وزينب»، هذا الشريط السينمائي الذي اتسم بالجرأة في تناول فكرة غير تقليدية، ويناقش المعنى الحقيقي للشعور بالانتماء ... وأثار الفيلم تساؤلات عن أسباب تصويره في جزر المالديف، وفي كتابه "مخرج على الطريق"، أجاب المخرج الراحل محمد خان، عن التساؤل ببساطة، إذ كانت تجمعه برئيس جمهوريتها مأمون عبدالقيوم، علاقة صداقة بدأت منذ الصبا، حين كان يدرس في الأزهر الشريف بمصر، في المرحلة الإعدادية ثم الثانوية، وكان يجمعهما حب شديد للسينما تمثل في زيارة أسبوعية لأحدث ما يعرض في القاهرة من أفلام، خصوصاً أفلام هيتشكوك وأجاثا كريستي في تلك الفترة". لم يكن غريباً، حين التقى الثنائي في القاهرة مرة أخرى بعد سنوات من الفراق، «صديق» كرئيس دولة و«خان» كمخرج سينمائي، أن يجتمع الاثنان على فكرة مشروع فيلم سينمائي مالديفي، ليخرج إلى النور فيلم «يوسف وزينب»، كأول فيلم «مالديفي» في تاريخ البلاد، ويقوم ببطولته فاروق الفيشاوي، وكان أول عرض له في المالديف... كانت أغنية الموسيقار المصري محمد فوزي «ذهب الليل» جزء من أحداث الفيلم، وقال خان: «لم يخطر ببالي بتاتاً وأنا أصوِّر هذا المشهد أن بقية سكان الجزيرة الذين كانوا يتابعون التصوير قد حفظوا كلمات الأغنية عن ظهر قلب، وبينما حان وقت الرحيل عقب انتهاء التصوير، اصطف أهالي الجزيرة على ساحلها ليودعونا وهم ينشدون معاً: (ذهب الليل وطلع الفجر والعصفور صوصو)، لتسيل دموعنا جميعاً».

## روابط خارجية
- مقالات تستعمل روابط فنية بلا صلة مع ويكي بيانات

https://www.youtube.com/watch?v=ygZllT0lT4E يوسف وزينب (فيلم)
https://www.youtube.com/watch?v=f5htyxw4QTM يوسف وزينب (فيلم)